# Xetra-Gold

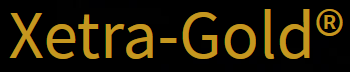
Das Logo von Xetra-Gold.

Xetra-Gold ist ein Exchange-traded Commodity (ETC) (ISIN DE000A0S9GB0), das Ende Dezember 2007 von der Deutsche Börse Commodities GmbH auf den Markt gebracht wurde. Das Wertpapier wird an der Börse, hauptsächlich am Handelsplatz Xetra, in Euro gehandelt. Der Wert des ETCs bezieht sich auf ein Gramm Feingold.
Bei der Deutschen Börse Commodities GmbH handelt es sich um ein Joint-Venture der Deutschen Börse AG mit den Bankpartnern Commerzbank, Deutsche Bank, DZ Bank, Bankhaus Metzler sowie der Schweizer Vontobel-Bank. Weiterhin ist die Umicore AG & Co. KG beteiligt, die die Lieferung des Goldes ermöglicht.

## Funktionsweise und Deckung
Es handelt sich um eine unverzinsliche Inhaberschuldverschreibung ohne Laufzeitbegrenzung, welche das Recht verbrieft, sich den Gegenwert in Gold ausliefern zu lassen. Das Gold wird im Zentraltresor für deutsche Wertpapiere in Frankfurt verwahrt, einem Tresor der Clearstream International S.A. (Tochtergesellschaft der Deutsche Börse AG). Bis Dezember 2021 wurde 1604 Mal Gold auf Verlangen ausgeliefert. Insgesamt 7,2 Tonnen physisches Gold gingen damit an Anleger.
Die Xetra-Gold-Inhaberschuldverschreibungen sind neben dem im Tresor lagernden Gold teilweise mit Lieferansprüchen auf Gold, sogenanntem Buchgold, gedeckt. Zum 30. Juni 2018 waren Wertpapiere zum Nennwert von rund 181,335 Tonnen Gold im Umlauf, von denen rund 178,447 t durch eingelagerte Goldbarren im Tresor und rund 2,888 t durch Lieferansprüche gegenüber der Umicore AG gedeckt waren. Die physische Deckung betrug somit 98,4 Prozent.
Zum 30. Juni 2019 lagerten 194,3 Tonnen Gold mit einem Wert von 7,7 Milliarden Euro im Tresor. Am 25. November 2019 wurden erstmals mehr als 200 Tonnen Gold im Tresor verwahrt. Zum Jahresende 2021 lagerten 237,6 Tonnen im Tresor. Der Gegenwert stieg auf 12,2 Milliarden Euro.

## Besteuerung
Nach einigen Jahren widersprüchlicher Gerichtsurteile entschied der Bundesfinanzhof im Oktober 2015 (Az.: VIII R 4/15 und VIII R 35/14), dass Xetra-Goldanleihen einen börsengehandelten Rohstoff darstellen. Sie werden damit in steuerlicher Hinsicht genauso wie Münzen und Barren aus physischem Gold eingestuft. Damit unterliegen Veräußerungsgewinne nicht der Kapitalertragsteuer. Kursgewinne, die innerhalb der zwölfmonatigen Spekulationsfrist realisiert werden, unterliegen aber dem persönlichen Steuersatz, sofern die Freigrenze von 1000 € über alle privaten Veräußerungsgewinne im laufenden Kalenderjahr überschritten wird (§ 23 EStG).